# Golden Age (comics)
De Golden Age of Comic Books of kortweg de Golden Age is een periode uit de geschiedenis van het stripverhaal of meer specifiek de Amerikaanse comics. De periode begon in de late jaren 30 van de 20e eeuw en duurde tot na de Tweede Wereldoorlog. Tijdens deze periodes ontstonden de moderne comics zoals men die vandaag de dag nog steeds kent. Ook deden de superhelden in deze periode op grote schaal hun intrede. Enkele bekende helden die in dit tijdperk hun debuut maakten waren Superman, Batman, Captain America, en Wonder Woman.

## Geschiedenis

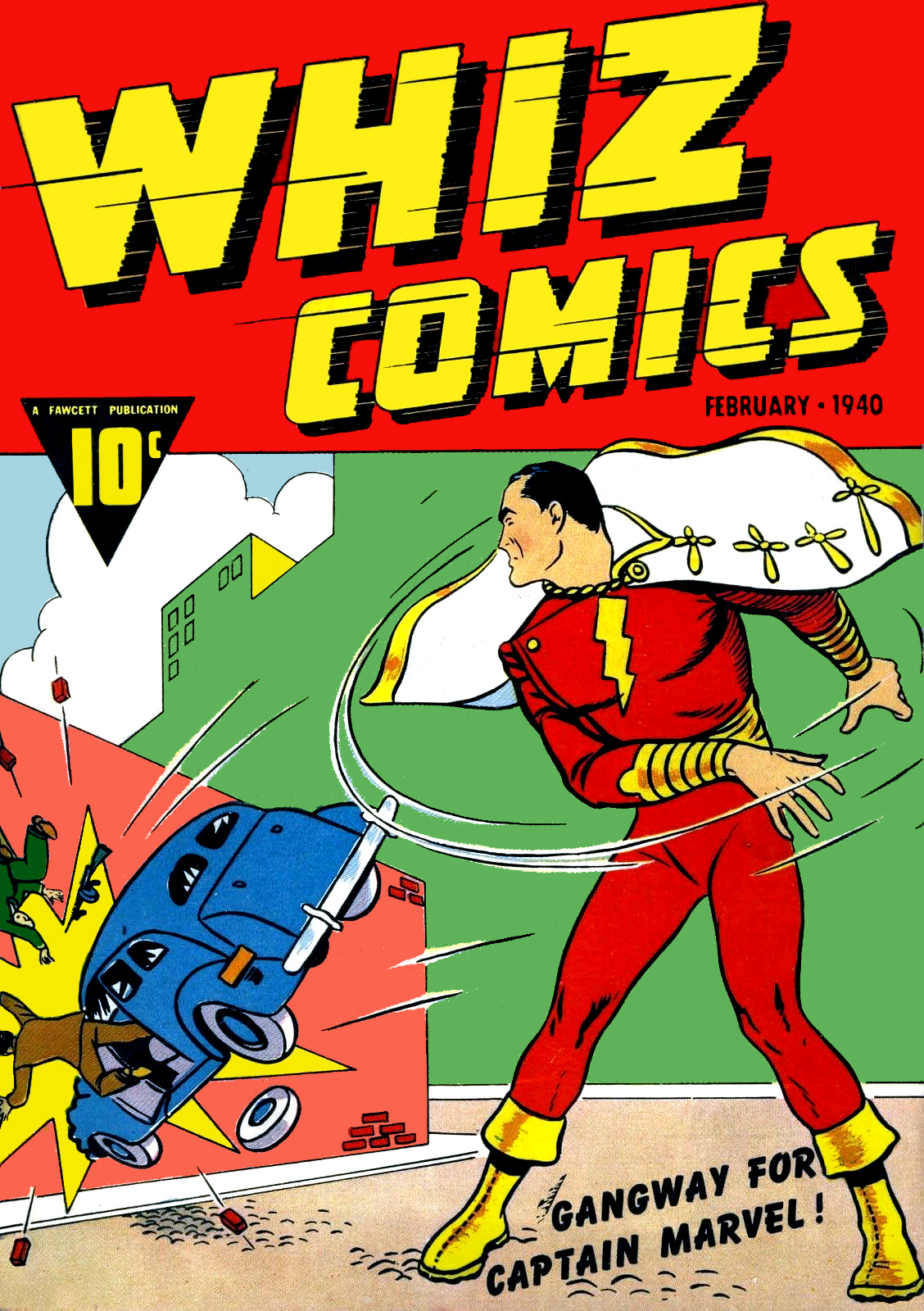
Whiz Comics #2 (Feb. 1940), het debuut van Captain Marvel.

De introductie van Superman in 1938 wordt vaak gezien als de start van de Golden Age. De verhalen over Superman maakten van het medium strip een grote industrie die zich kon onderscheiden van andere media. Een andere gebeurtenis die mogelijk aanzette tot de Golden Age was de reguliere publicatie van strips vanaf 1933. Vanaf 1935 werden reeds krantenstrips herdrukt in albumformaat.
Supermans populariteit maakte dat veel uitgeverijen hun eigen helden introduceerden in een poging mee te liften op het succes. Tussen 1939 en 1941 introduceerden DC Comics en haar zusterbedrijf All-American Comics een groot aantal helden. Ook Timely Comics, de voorloper van Marvel Comics, ging zich hiermee bezighouden.
Hoewel de helden van DC en Timely vandaag de dag nog het bekendst zijn, was de succesvolste stripheld uit de Golden Age Fawcett Comics' Captain Marvel. Van dit personage werden 1.4 miljoen exemplaren van elke strip verkocht.
De uitbraak van de Tweede Wereldoorlog versterkte de positie van de strips en de hierin meespelende superhelden. De strips werden al snel populair als middel om goedkoop verhalen te verspreiden waarin het goede het kwade overwon. Veel Amerikaanse uitgeverijen begonnen met verhalen waarin hun helden het opnamen tegen de asmogendheden.
De superheldenstrip is vandaag de dag de bekendste bijdrage die de Golden Age leverde aan de stripwereld, maar ook andere genres deden hun intrede tijdens dit tijdperk. Voorbeelden hiervan zijn de westernstrip, junglestrips, romantische strips en horrorstrips.

## Einde van het tijdperk
Het einde van de Golden Age kwam kort na de Tweede Wereldoorlog, maar over de exacte oorzaak dat het tijdperk ten einde kwam bestaan verschillende meningen. De meest gehoorde theorie is dat na de oorlog er veel minder behoefte zou zijn geweest aan verhalen over superhelden, waardoor de verkoop van deze strips sterk afnam. Veel uitgeverijen stopten eind jaren 40 met de publicatie van deze strips. Verder begonnen nieuwe strips hun intrede te doen die sterk afweken van de strips uit de Golden Age, zoals de grimmige misdaad- en horrorstrips van EC Comics.